# Doenavtsi
Doenavtsi of Dunavtsi (Bulgaars: Дунавци) is een stad in het noordwesten van Bulgarije. Het stadje is gelegen in de gemeente Vidin, oblast Vidin. De stad ligt 12 km ten zuidwesten van Vidin en 141 kilometer ten noordwesten van Sofia.

## Geschiedenis
Doenavtsi werd op 12 december 1955 gevormd door een fusie van de dorpen Vidbol en Goerkovo, die tegenwoordig wijken van de stad vormen. De plaats werd op 11 september 1964 uitgeroepen tot een stedelijke nederzetting en kreeg stadsrechten op 4 september 1974. Van 1949 tot 1987 was het het administratieve centrum van een onafhankelijke gemeente, maar tegenwoordig maakt het deel uit van de gemeente Vidin. De rivier de Vidbol mondt uit in de Donau ten zuidoosten van de stad.

## Bevolking
Op 31 december 2020 telde de stad Doenavtsi 1.847 inwoners, een halvering ten opzichte van het maximale aantal van 3.842 personen in 1975.
| Bevolkingsontwikkeling tussen 1934 en 2020          |
| --------------------------------------------------- |
|                                                     |
| Bron: Nationaal Statistisch Instituut van Bulgarije |

In de stad wonen voornamelijk etnische Bulgaren. In de optionele volkstelling van 2011 identificeerden 1.950 van de 2.208 respondenten zichzelf als etnische Bulgaren, oftewel 88,3%. Het overige deel van de bevolking bestond vooral uit etnische Roma. 
| Etnische samenstelling van de respondenten (2011) | Etnische samenstelling van de respondenten (2011) | Etnische samenstelling van de respondenten (2011) | Etnische samenstelling van de respondenten (2011) | Etnische samenstelling van de respondenten (2011) |
| ------------------------------------------------- | ------------------------------------------------- | ------------------------------------------------- | ------------------------------------------------- | ------------------------------------------------- |
|                                                   |                                                   |                                                   |                                                   |                                                   |
| Bulgaren                                          | Bulgaren                                          |                                                   | 88,3%                                             | 88,3%                                             |
| Turken                                            | Turken                                            |                                                   | 0,0%                                              | 0,0%                                              |
| Roma                                              | Roma                                              |                                                   | 10,3%                                             | 10,3%                                             |
| Anders/Onbekend                                   | Anders/Onbekend                                   |                                                   | 1,4%                                              | 1,4%                                              |